# Stefan Starnawski

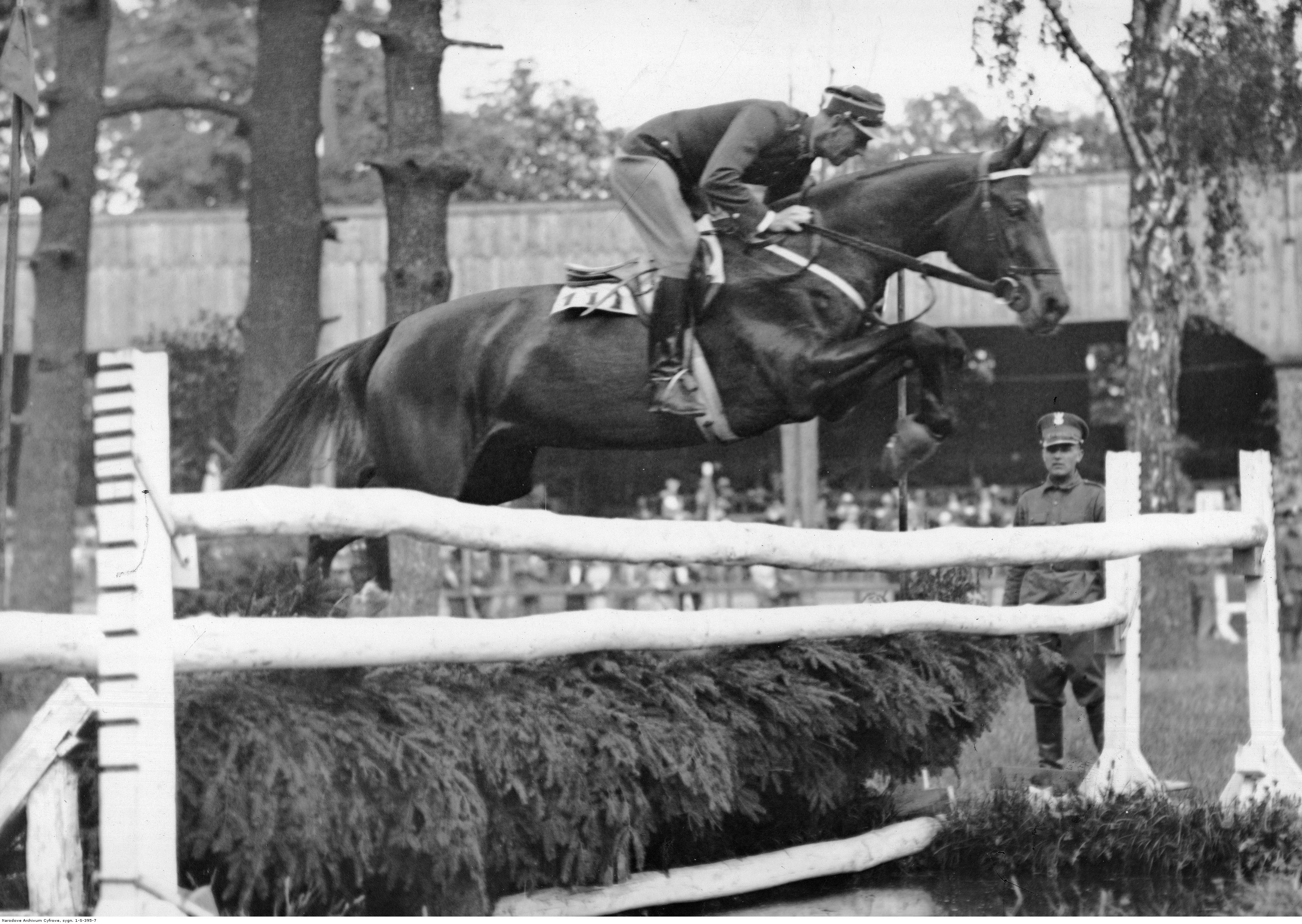
Krajowe zawody konne w Warszawie; maj 1932. Rtm. Stefan Starnawski na koniu Owoc w skoku przez przeszkodę.

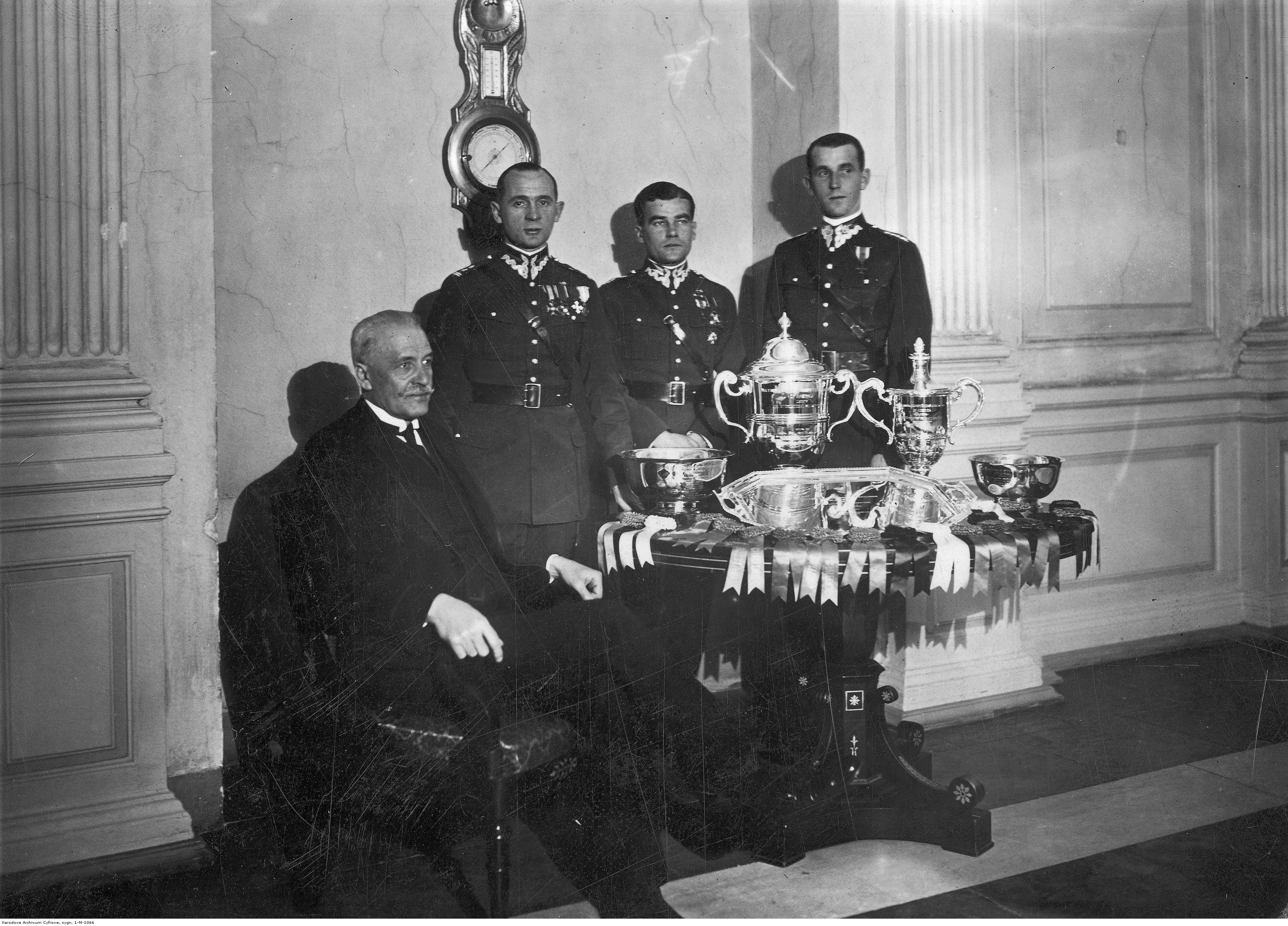
Polska ekipa na Zawody o „Puchar Narodów” 1927 w Nowym Jorku u prezydenta Ignacego Mościckiego. Stoją od lewej: ppłk Karol Rómmel, rtm. Michał Woysym-Antoniewicz, por. Stefan Starnawski

Stefan Starnawski (ur. 4 lipca 1899 w majątku Dębnia, zm. 14 lipca 1980 w Hammersmith) – pułkownik kawalerii Wojska Polskiego.

## Życiorys
Urodził się 4 lipca 1899 w majątku Dębnia, w gminie Niedrzwica Duża, jako syn Leona Cyriaka Starnawskiego II (ur. 1845) i Stefanii Mazurkiewicz. Był starszym bratem Antoniego (1901–1985), majora kawalerii Wojska Polskiego, kawalera Orderu Virtuti Militari.
Po zakończeniu I wojny światowej został przyjęty do Wojska Polskiego. 12 lutego 1923 prezydent RP awansował go z dniem 1 stycznia 1923 na porucznika ze starszeństwem z 1 grudnia 1920 i 6. lokatą w korpusie oficerów jazdy. W 1923, 1924 był oficerem 20 pułku ułanów w Rzeszowie. Jako oficer tej jednostki w 1928 na przełomie lat 20. i 30. pozostawał w kadrze Centrum Wyszkolenia Kawalerii. W tym czasie został awansowany na stopień rotmistrza ze starszeństwem z dniem 1 stycznia 1931. W grudniu 1932 ogłoszono jego przeniesienie do 20 pułku ułanów w Rzeszowie. Na stopień majora awansował ze starszeństwem z 19 marca 1938 i 30. lokatą w korpusie oficerów kawalerii. W marcu 1939 był dowódcą szwadronu zapasowego 14 pułku ułanów jazłowieckich.
Po wybuchu II wojny światowej w kampanii wrześniowej 1939 był dowódcą nadwyżek 14 pułku ułanów w składzie Ośrodka Zapasowego Kawalerii „Stanisławów”. Ponadto był zastępcą dowódcy pułku marszowego Podolskiej Brygady Kawalerii.
W końcu maja 1940 we Francji został wyznaczony na stanowisko dowódcy batalionu zapasowego kawalerii motorowej w Ośrodku Zapasowym Kawalerii Motorowej. 21 czerwca tego roku w porcie La Rochelle dowodzony przez niego batalion załadował się na brytyjski okręt i ewakuował do Wielkiej Brytanii. W połowie lipca 1940 został zastępcą dowódcy 1. batalionu strzelców, który początkowo wchodził w skład 1 Brygady Strzelców i 15 sierpnia tego roku otrzymał ustną zgodę Naczelnego Wodza na używanie nazwy batalion im. 14 pułku ułanów jazłowieckich. W październiku 1940 batalion wszedł w skład 2 Brygady Strzelców, późniejszej 10 Brygady Kawalerii Pancernej. 31 maja 1942 objął dowództwo 14 pułku kawalerii pancernej. W listopadzie tego przebywał na praktyce w brytyjskiej 42 Dywizji Pancernej. Dowodząc pułkiem awansował na podpułkownika. Po zakończeniu wojny i rozformowaniu pułku na początku 1947 pełnił stanowisko dowódcy 114 Oddziału w składzie Polskiego Korpusu Przysposobienia i Rozmieszczenia.
Do końca życia pozostawał w stopniu pułkownika. Zmarł 14 lipca 1980 w Hammersmith.

## Ordery i odznaczenia
- Krzyż Walecznych[22]
- Medal Niepodległości – 29 grudnia 1933 „za pracę w dziele odzyskania niepodległości”[23]
- Srebrny Krzyż Zasługi – 17 stycznia 1928 „za wybitne zasługi położone na polu propagandy polskiego sportu konnego na konkursach hipicznych w Ameryce”[24]
- Medal Pamiątkowy za Wojnę 1918–1921
- Medal Dziesięciolecia Odzyskanej Niepodległości
- austriackie Srebrne Odznaczenie Zasługi – 13 marca 1934[25]